# Katie Carter
Katie Carter est une joueuse de volley-ball américaine née le 10 octobre 1985 à Victorville (Californie). Elle mesure 1,92 m et joue au poste d'attaquante.

## Clubs
| Club                     | De        | À         |
| ------------------------ | --------- | --------- |
| University of California | 2003-2004 | 2005-2006 |
| Criollas de Caguas       | 2007-2007 | 2007-2007 |
| Club Voleibol Aguere     | 2007-2008 | 2007-2008 |
| Jakarta Popsivo Polwan   | 2009-2010 | 2009-2010 |
| Dicle Üniversitesi       | 2010-2011 | 2010-2011 |
| VK Bakı                  | 2011-2012 | 2011-2012 |
| VBC Voléro Zurich        | 2012-2012 | 2012-2012 |
| Daejeon KGC              | 2012-2013 | 2012-2013 |
| VK AGEL Prostějov        | 2013-2014 | 2013-2014 |
| Muszynianka Muszyna      | 2014-2015 | 2014-2015 |
| Volley Towers            | jan 2016  | mai 2016  |
| Polluelas de Aibonito    | 2017      | juin 2017 |
| Volley-Ball Nantes       | juin 2017 |           |

## Palmarès
- Championnat de Porto Rico
  - Finaliste : 2007.
- Challenge Cup
  - Finaliste : 2012.
- Coupe de République tchèque
  - Vainqueur: 2014.
- Championnat de République tchèque
  - Vainqueur : 2014.
- Supercoupe de Pologne
  - Finaliste : 2014.